# Nejčo Nejčev
Nejčo Ivanov Nejčev (in bulgaro Нейчо Иванов Нейчев?; 9 giugno 1930 – 1995) è stato un cestista e allenatore di pallacanestro bulgaro.

## Carriera
Con la Bulgaria ha disputato i Campionati europei del 1951 e i Giochi olimpici di Helsinki 1952.
Da allenatore ha guidato la Bulgaria a due edizioni dei Campionati europei (1973, 1977).